# 35 Batalion Ochrony Pogranicza
Samodzielny Batalion Ochrony Pogranicza nr 35 – zlikwidowany samodzielny pododdział Wojsk Ochrony Pogranicza pełniący służbę na granicy polsko-czechosłowackiej.

## Formowanie i zmiany organizacyjne
Na podstawie rozkazu MON nr 055/org. z 20 marca 1948, na bazie Rzeszowskiego Oddziału WOP nr 8, sformowano 15 Brygadę Ochrony Pogranicza, a 37 komendę odcinka WOP przemianowano na batalion Ochrony Pogranicza nr 35 JW 3442 (Zarządzenie SzSG Nr 0039/Org. z 11 sierpnia 1948).
Rozkazem Ministra Obrony Narodowej nr 205/Org. z 4 grudnia 1948, z dniem 1 stycznia 1949, Wojska Ochrony Pogranicza podporządkowano Ministerstwu Bezpieczeństwa Publicznego. Zaopatrzenie batalionu przejęła Komenda Wojewódzka Milicji Obywatelskiej.
1 stycznia 1951, na podstawie rozkazu MBP nr 043/org. z 3 czerwca 1950, na bazie 15 Brygady Ochrony Pogranicza, sformowano 26 Brygadę Wojsk Ochrony Pogranicza, a 35 batalion Ochrony Pogranicza przemianowano na 264 batalion WOP.

## Działania bojowe
30 kwietnia 1948 grupa operacyjna batalionu pod dowództwem ppor. Baranowskiego wspierała pododdziały 1 Brygady KBW w likwidacji niedobitków UPA w rejonie Suche Rzeki – Hulskie. W walce wyróżnili się: st. sierż. Wacław Grześ, kpr. Kazimierczak, st. szer. Bednarek, szer. Gumieńczuk i szer. Skóra.

## Struktura organizacyjna
Dyslokacja batalionu przedstawiała się następująco :
- Dowództwo batalionu – Baligród
- 250 strażnica Ochrony Pogranicza – Huskie
- 251 strażnica Ochrony Pogranicza – Stuposiany
- 252 strażnica Ochrony Pogranicza – Ustrzyki Górne
- 253 strażnica Ochrony Pogranicza – Ustrzyki Górne
- 254 strażnica Ochrony Pogranicza – Wetlina
- 254 strażnica Ochrony Pogranicza – Roztoki Górne.